# Щитно
Щи́тно (пол. Szczytno, нім. Ortelsburg, Ортельсбург) — місто в північно-східній Польщі.
Адміністративний центр Щитенського повіту Вармінсько-Мазурського воєводства.

## Транспорт

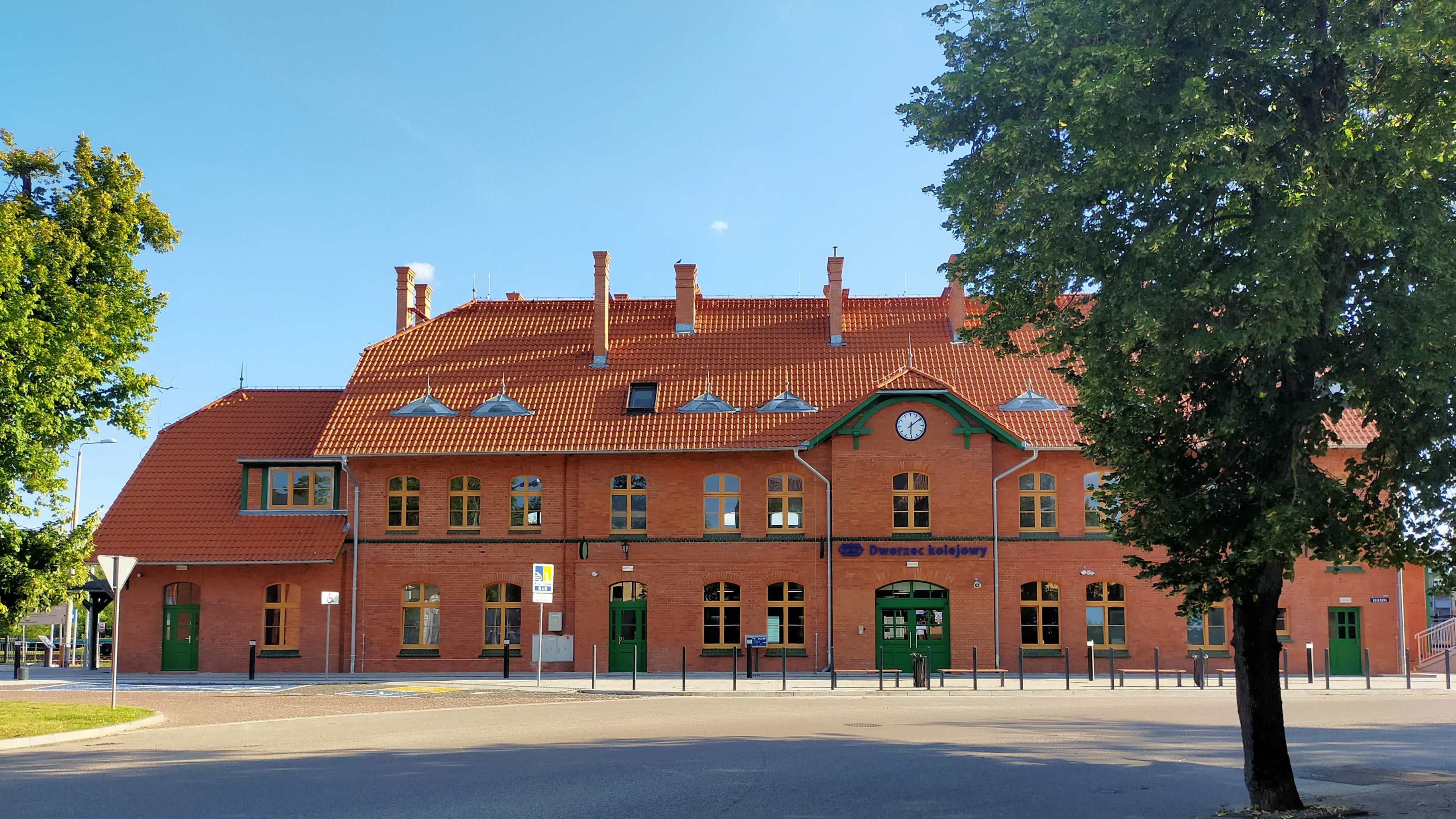

Через місто проходить залізниця, є станція.

## Туризм
У центрі міста знаходяться руїни замку XIV століття.

## Демографія
Демографічна структура станом на 31 березня 2011 року:
|          | Загалом | Допрацездатний вік | Працездатний вік | Постпрацездатний вік |
| -------- | ------- | ------------------ | ---------------- | -------------------- |
| Чоловіки | 12084   | 2314               | 8554             | 1216                 |
| Жінки    | 13170   | 2124               | 8019             | 3027                 |
| Разом    | 25254   | 4438               | 16573            | 4243                 |

## Спорт
У місті діє спортивний клуб «PKS Gwardia Szczytno», представником якого, зокрема, є чемпіон світу серед юніорів—2016 зі штовхання ядра Конрад Буковецький.